# Kyllinga senegalensis
Kyllinga senegalensis är en halvgräsart som beskrevs av Charles Baron Clarke. Kyllinga senegalensis ingår i släktet Kyllinga och familjen halvgräs. Inga underarter finns listade i Catalogue of Life.